# 烏克蘭衛生部
乌克兰卫生部（烏克蘭語：Міністерство охорони здоров'я України，羅馬化：Ministerstvo okhorony zdorovia Ukrainy，縮寫：МОЗ）是乌克兰政府中負責衛生與医疗事務的行政机关。该部的部長由乌克兰最高拉达根据法律规定的程序任命。

## 外部鏈接
- Official Website of the Ukrainian Ministry of Education （页面存档备份，存于）